# هاري كراندال
هاري كراندال (بالإنجليزية: Harry Crandall)‏ هو شخصية أعمال أمريكي، ولد في 1879، وتوفي في 1937.